# Friedrich Loeffler
Friedrich Loeffler (Frankfurt an der Oder, 24 de Junho de 1852 — Berlim, 9 de Abril de 1915). Friedrich August Johannes Loeffler foi um médico, higienista e bacteriologista alemão, discípulo de Robert Koch em Berlim, com quem trabalhou de 1879 a 1884.  Formou-se médico bacteriologista pela Universidade de Greifswald e obteve o seu doutorado pela Universidade de Berlim em 1874.  Dentre suas descobertas temos o organismo causador da difteria (Corynebacterium diphtheriae) e da febre aftosa, causada pelo Aphtovirus. Foi também o criador do soro de Löffler coagulado e usado para a detecção de bactérias.
Foi o primeiro a cultivar o bacilo da difteria em 1884, descoberto por Edwin Klebs em 1883. Observou que nos animais que morreram após a inoculação com este bacilo, os micróbios ficaram próximos do ponto de inoculação, concluindo ele que o bacilo deve secretar um veneno ou uma toxina, que não permanece no lugar, mas se espalha por todos os órgãos vitais do corpo. Esta toxina detectada por Loeffler foi isolada por Émile Roux e Alexandre Yersin em 1882.

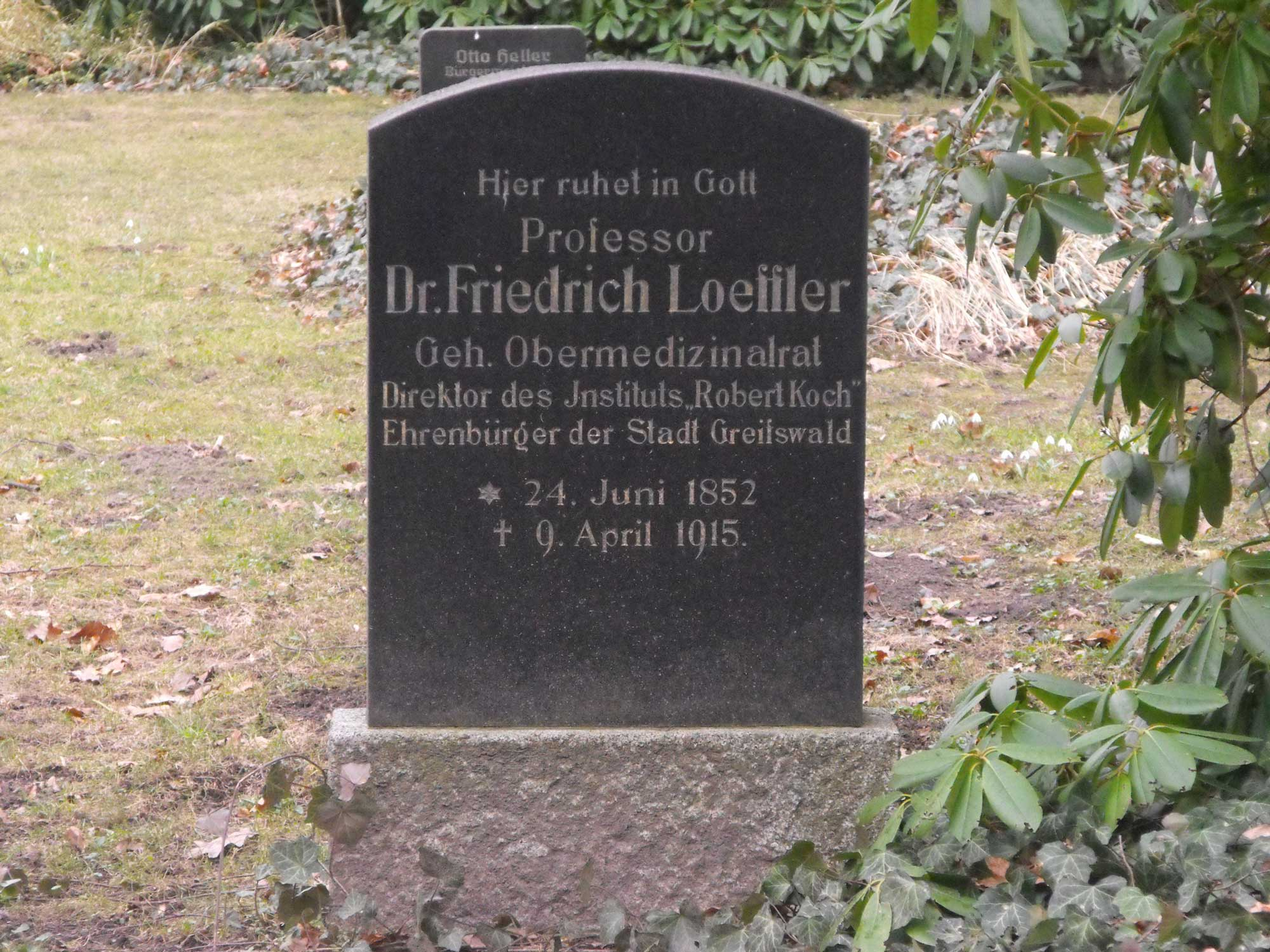
Sepultura de Friedrich Loeffler no Alter Friedhof Greifswald

Em 1888, Loeffler se tornou professor de higiene e de história da Medicina na Universidade de Greifswald.  Ele explicou o surto da febre aftosa por um agente particular, ainda menor que uma bactéria.
Na Ilha de Riems, perto de Greifswald, ele fundou, em 1910, um Instituto para pesquisas de saúde animal.  Teve, porém, de abandonar o instituto, ao ser convidado, em 1913, para ser diretor do Instituto Robert Koch.  O instituto da ilha de Riems foi rebatizado, em 1952, com o nome de Instituto Friedrich Loeffler.